# Hyundai KIA R
| Hyundai/KIA          | Hyundai/KIA                       |
| -------------------- | --------------------------------- |
|                      |                                   |
| R                    |                                   |
| Hersteller:          | Hyundai / KIA                     |
| Produktionszeitraum: | 2009-heute                        |
| Bauform:             | Reihenvierzylinder                |
| Motoren:             | 2,0 L (1995 cm³) 2,2 L (2199 cm³) |
| Zylinder-Zündfolge:  | 1-3-4-2                           |
| Vorgängermodell:     | Hyundai KIA D                     |
| Nachfolgemodell:     | keines                            |
| Ähnliche Modelle:    | keines                            |

Bei der Baureihe R handelt es sich um Vierzylinder-Dieselmotoren mit Direkteinspritzung, Turbolader, zwei obenliegenden Nockenwellen (DOHC), und vier Ventilen pro Zylinder. Die Motoren werden in Südkorea gefertigt.
Die R-Motoren gehören zur vierten vollständig selbstentwickelten Vierzylinder-PKW-Dieselreihe des Konzerns nach A-, J- und U-Reihe.
Motorblock und Zylinderkopf bestehen aus Aluminium, dessen Vibrationsneigung zusammen mit der hubraumbedingten Kolbengröße und somit -masse eine Ausgleichswelle nötig macht. Diese läuft gegenläufig zur Kurbelwelle und reduziert so Geräusche, deren Ursache Energieverluste im einstelligen PS-Bereich wären, die so ebenfalls vermieden werden. Untergebracht ist die Welle im Kurbelwellengehäuse, dessen integrierter Leiterrahmen nochmals Vibrationen minimiert.
Das Zylindermaß startet mit einer Bohrung von 84 mm und einem Hub von 90 mm, die für die größere Variante auf 84,5 und 96 mm vergrößert werden. Gewicht und Leerlaufdrehzahl wurden bislang nicht veröffentlicht.
Die Nockenwellen werden von der Kurbelwelle mittels wartungsfreier Steuerkette, die Nebenaggregate von einem Serpentinenriemen angetrieben. Dessen Inspektions- und Tauschintervalle sind im Handbuch vermerkt.
Die Ventile werden über Rollenschlepphebel betätigt, die wie eine Wippe agieren. Auf deren Scheitelpunkt liegt der Nocken an. Während seiner Umdrehung drückt er eine Seite und damit das Ventil nach unten, während auf der anderen der mittels eingebauter Feder sich streckende Hydrostößel immer bündig anliegt. Diese Form des Ventilspielausgleichs ist wartungsfrei, selbst eine Inspektion ist im Wartungsplan nicht vorgesehen. Eine Abnutzung würde sich durch ein Tickgeräusch mitteilen.
Zur schnelleren Erwärmung des Innenraumes besitzen Fahrzeuge mit R-Motoren einen elektrischen Zuheizer (PTC). Dieser ist im Luftstrom angebracht und erwärmt ihn bedarfsgerecht über einen elektrischen Widerstand. Damit wird eine deutlich schnellere Erwärmung erreicht, als ein Dieselmotor sie allein oder mit Zuheizer für den Kühlwasserkreislauf leisten könnte. Ein solcher Kühlwasser-Zuheizer hat allerdings den Vorteil, wesentlicher Bestandteil einer Standheizung zu sein, welche damit kostengünstig nachgerüstet werden könnte. Der verbaute, elektrische Zuheizer erfordert hingegen einen kompletten Standheizungssatz.

## R

### Geschichte
Die Entwicklung der R-Reihe begann 2006 nach Fertigstellung des S V6 und kostete 140 Millionen Euro. Durchgeführt wurde sie im europäischen Powertrain-Zentrum in Rüsselsheim, vorgestellt wurde sie dann Ende 2008 im Namyang Powertrain-Zentrum in Hwaseong. An den 500 Prototypen der Reihe waren 150 Mitarbeiter für 42 Monate beschäftigt.
Zur Gewichtsreduzierung verwendet der Hersteller hier erstmals bei seinen Dieselmotoren die Vollaluminiumbauweise. Zudem fertigt er Zylinderkopfabdeckung, Ansaugtrakt und Ölfiltergehäuse aus Plastik. Angaben zum Gesamtgewicht gibt es jedoch nicht, wodurch der Fortschritt zum Vorgänger nicht bezifferbar wird.

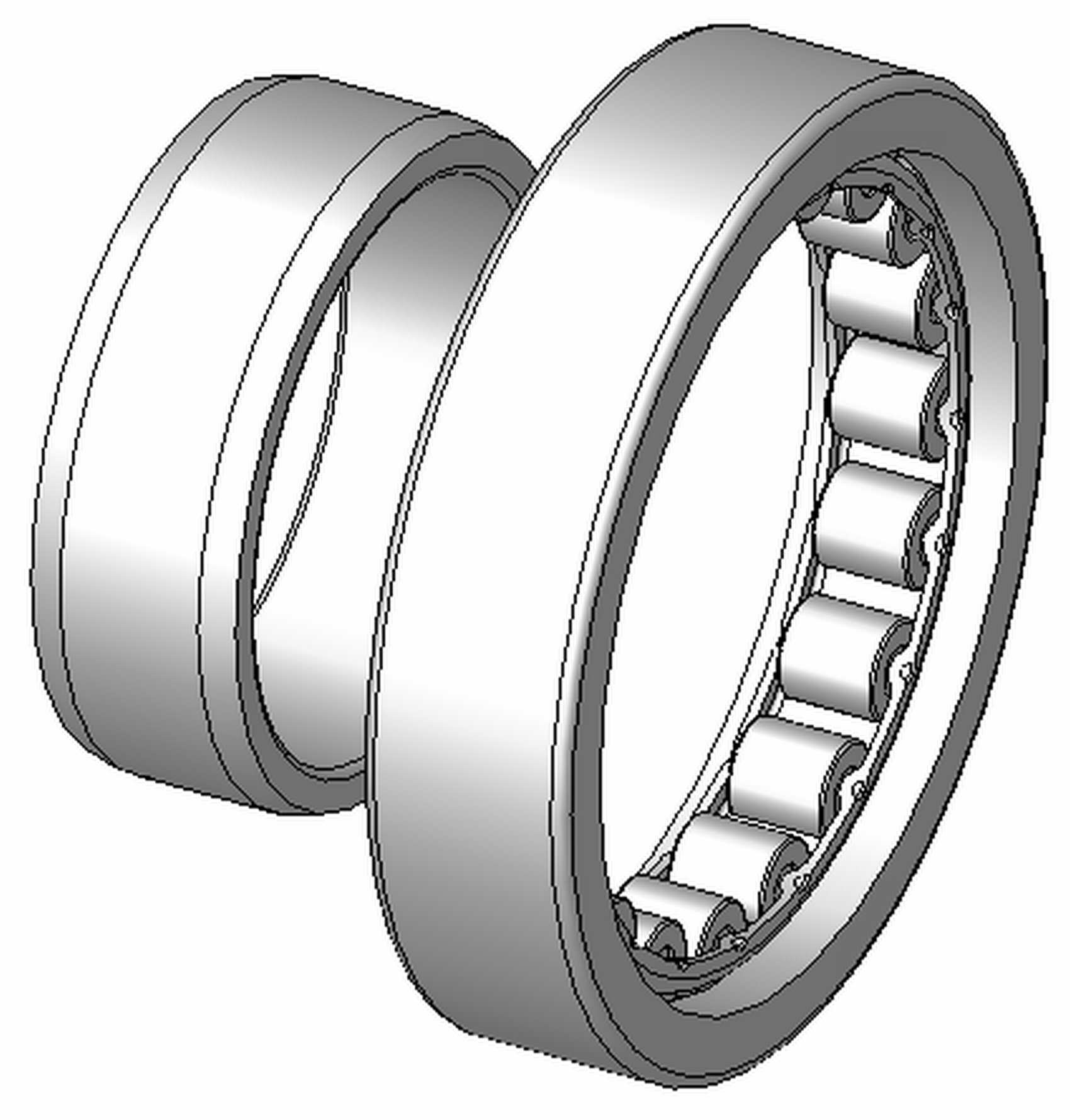
Ein Zylinderrollenlager mit herausgenommenem Innenring. Ein Nadellager unterscheidet sich durch dünnere und längere – also nadelförmige Rollen.

Die Rollenschlepphebel im Ventiltrieb verfügen über ein Nadellager. Im Unterschied zum sonst bei Rollenschlepphebeln verwandten Kugellager läuft hier das zu lagernde Element direkt auf dünnen Stäbchen, die aufgrund ihrer Größe an Nadeln erinnern. Das spart den Platz für einen dazwischenliegenden Innenring und minimiert die Baugröße.
Für eine schnelle Startbarkeit der Motoren sollen keramische Glühkerzen sorgen, die auch bei niedrigen Temperaturen das Diesel-Luft-Gemisch in Kaltstartphasen auf Selbstzündungstemperatur bringen. Zur schnelleren Erwärmung des Innenraums ist ein Zuheizer integriert (vgl. Einleitung)
Der Serpentinenriemen läuft über eine schwingungsdämpfende Metaldyne-Riemenscheibe. Sie filtert die Vibrationen der Kurbelwelle und gestaltet so den Antrieb der Nebenaggregate schonender und leiser. Zur besseren Haltbarkeit der Riemenscheibe selbst trägt ihre Fertigung aus EPDM-Gummi bei. Die Dämpfung erfolgt über eine an die Primärmasse drehbar gekoppelte Sekundärmasse (träge Masse). Sie nivelliert kurzzeitige Drehschwingungen der Kurbelwelle.
Die Serie startete im Herbst 2009 mit dem 2.2 L-Motor im KIA Sorento, ein Quartal später folgte die 2.0 L-Variante mit 184 PS folgte. 2010 erschien diese in einer Version mit 136 PS und anderem Turbolader. Dessen Hersteller BorgWarner liefert für diese Version auch die Glühkerzen.

### Einspritzung

Mittels Drücken eines Piezokristalls entsteht elektrische Spannung, umgekehrt ist damit das Herausdrücken von Kraftstoff bei anliegender Spannung möglich. „Piezein“ bedeutet im Griechischen drücken.

Die verwendete Bosch-Einspritzanlage der dritten Generation („CRS 3.2“ bzw. „CRS3-18“) ist mit Piezo-Injektoren ausgestattet. Deren Vorteil gegenüber Magnet-Injektoren besteht im schnelleren Beenden der Einspritzung. Damit kann eine größere Kraftstoffmenge zeitlich präzise genug eingebracht werden. Diese bewirkt mehr Leistung bei weiterhin rückstandsarmer Verbrennung. Die Anzahl der Einspritzungen pro Zündvorgang ist situationsbezogen auf acht steigerbar. Diese Unterteilung verbessert die Laufkultur, da der Verbrennungsvorgang im Zylinder in die Länge gezogen wird. Zudem verteilen sich kleinere Kraftstoffmengen besser im Zylinder. Dies reduziert Ruß und Stickoxide durch weniger inhomogene Bereiche von Sauerstoffmangel und -überschuss. Neben Piloteinspritzungen kurz vor Zündung und den Hauptladungen zur eigentlichen Kolbenbewegung dienen die Nacheinspritzungen der teilweisen Verbrennung entstandener Rußpartikel.
Die Direkteinspritzung wird von einem 32-Bit-Chip gesteuert. Die Düsen werden von einer Kraftstoffleitung für alle Zylinder (Common Rail) beliefert, in welcher der Diesel mit 250 bis 1800 bar ansteht. Dies war 2009 die höchste Druckstufe und leistete damit zur Premiere die homogenste verfügbare Gemischbildung mit den geringsten sauerstoffreichen, stickoxidproduzierenden und sauerstoffarmen, rußproduzierenden Nestern.

### Schadstoffreduktion
Diese Reihe verfügt über Rußfilterung, aber keine Stickoxid-Reduktion in der Abgasnachbehandlung. Diese besteht aus einem geschlossenen Partikelfilter, dem im selben Gehäuse ein Oxidationskatalysator vorgeschaltet ist. Positioniert sind beide direkt nach dem Turbolader. Dies hilft dem Katalysator, seine Betriebstemperatur schnell zu erreichen.
Der Oxidationskatalysator ersetzt aufgrund der hohen Sauerstoffmengen im Abgasvergleich zum Ottomotor den dort üblichen Drei-Wege-Katalysator. Anders als dieser lässt er die Stickoxide passieren und arbeitet damit als Zwei-Wege-Katalysator. Wie sein Pendant verarbeitet er mithilfe von Sauerstoff das Kohlenmonoxid (CO) zu Kohlendioxid (CO2) und Kohlenwasserstoffe (HC) zu Kohlendioxid und Wasser. Die Stickoxide bleiben außen vor, da aufgrund des Sauerstoffüberschusses jener zuerst mit dem Kohlenmonoxid reagiert (2 CO + O2 zu 2 CO2). Damit steht dieses Kohlenmonoxid nicht mehr dem Stickoxide (NOx) zur Reduktion in reinen Stickstoff zur Verfügung (CO und NO zu N2 und CO2).

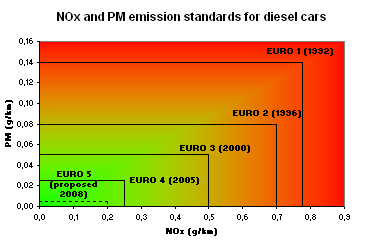
Stickoxid- und Partikelmassegrenzwerte der Euro-Normen für Diesel. Alle R-Motoren erreichen Euro 5.

Rußreduzierend wirkt der dieseltypische Magerbetrieb, die Abgasrückführung (→ nächster Absatz) und der geschlossene Dieselpartikelfilter dieser Motoren.
Im Gegensatz zu offenen Systemen ist dieser Typ nicht nachrüstbar, da der Motor über eine Sensorik den Füllstand des Filters erkennen und diesen bedarfsweise regenerieren muss. Dafür steigt die Filterleistung von rund 30 auf über 95 Prozent der Partikelmasse, gleiches gilt für die Anzahl der besonders relevanten Nanopartikel (siehe Partikelemission).
Der Abbau der Partikel läuft in zwei Stufen. Bei der passiven Regenerierung handelt es sich um eine Oxidierung des Rußfiltrats. Diese funktioniert nur bei Abgastemperaturen, wie sie auf längeren Autobahnfahrten zustande kommen. Hierbei werden mittels im Oxidationskatalysator gebildetem NO2 ab 200 °C Rußpartikel im Filter zu CO2 oxidiert. Das überschüssige Stickstoffdioxid entweicht. Eine aktive Regenerierung muss eingreifen, wenn diese Temperatur nicht erreicht wird und der Filter zu etwa 45 % seines Fassungsvermögens gefüllt ist. Dann stellt die Motorsteuerung eine Temperatur von 600 °C künstlich her, indem sie Diesel direkt nach dem Zündvorgang einspritzt, was zu keiner zusätzlichen Leistung, aber den nötigen Abgastemperaturen führt. Der Verbrauch steigt dadurch um drei bis acht Prozent (je nach Häufigkeit), der Ruß wird hierbei verbrannt. Vom Rußfiltrat bleibt nach der aktiven Regenerierung etwas Asche im Filter übrig, eine Angabe zur Haltbarkeit wurde nicht gemacht. Die Regenerierung benötigt etwa 25 Minuten Zeit ohne Stop & Go-Verkehr bei einer Drehzahl über 2000 min−1 ab dem dritten Gang. Bleiben diese Fahrten aus, blinkt ab 75 % des Filterfüllstandes eine Warnleuchte im Cockpit auf, welche den Fahrer auf eine nötige Regenerierung verweist. Blinkt diese nach der beschriebenen Fahrt weiterhin, ist eine Werkstatt aufzusuchen, welche die Regenerierung durchführt. Unterbleibt auch dies, droht ein Schaden des Partikelfilters, der wie alle geschlossenen namensgemäß über kein Überdruckventil verfügt.

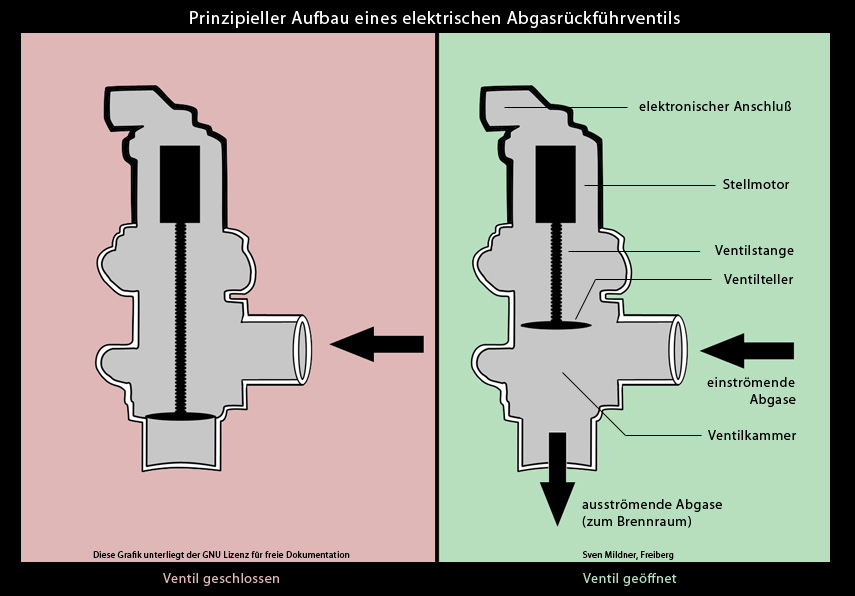
Ein Abgasrückführungsventil
links geschlossen, rechts geöffnet

Zur Stickoxidreduktion verwenden diese Motoren die Abgasrückführung. Diese leitet im Teillastbereich bis zu 60 % des Abgases zurück in den Ansaugtrakt. Die darin enthaltenen Stickoxide werden somit neutralisiert, gleiches gilt für Rußpartikel und noch nicht verbrannte Kohlenwasserstoffe (z. B. PAK). Wird jedoch zu viel Abgas eingeleitet, mangelt es im Zylinder an Sauerstoff zur vollständigen Verbrennung. Das führte zu mehr Ruß. Daher ist die sowieso nur teilweise Abgasrückführung auch nur im Teillastbereich möglich. In der von dieser Serie erreichten Euro5-Norm bleibt die erlaubte Stickoxidmenge beim Dreifachen eines Otto-Motors. Die Rückführung wird elektrisch gesteuert. Dies minimiert die Abweichung von der gewünschten Rückführungsrate. Mittels Lambdasonde wird dazu auch der Sauerstoffwert im Abgas ausgewertet. Eine Kühlung des rückgeführten Abgases senkt zudem die Verbrennungstemperatur stickoxidreduzierend ab. Das mittels Kühlung dichtere Luftvolumen stellt dennoch genügend Sauerstoff bereit, um Ruß nicht zu begünstigen. Stickoxide begünstigen Smog- und Ozonbildung sowie Sauren Regen, Stickstoffdioxid wirkt reizend. Dieselmotoren arbeiten zur Rußreduzierung mit Sauerstoffüberschuss, der zu lokal sehr hohen Temperaturen im Zylinder führt. Diese begünstigen die Stickoxidentstehung.
Die Verdichtung wurde im Vergleich zum Vorgänger von 17,3 auf 16,5 bis 16,0 verringert (siehe Tabelle). Dies reduziert materialschonend den Druck und damit die Temperatur im Zylinder. Damit entstehen weniger Stickoxide.

### Turbolader
Alle Motoren der Reihe verfügen über einen Turbolader mit variabler Geometrie.
Diese minimiert die Beschleunigungsverzögerung nach Durchdrücken des Gaspedals. Der unvariable Turbolader ist ein Resonanzsystem, das erst angeregt werden muss. Erst viel Abgas beschleunigt die Turbine im Abgasstrom so stark, dass sie auf der Ansaugseite das gewünschte Mehr an Luft in den Zylinder fördert. Diese Verzögerung wird „Turboloch“ genannt und muss bei Beschleunigungsvorgängen vom Fahrer beachtet werden. Dem abhelfend, beschleunigt ein VGT-System auch geringe Abgasströme, indem es sie durch einen vorübergehend verengten Luftweg auf die Turbine lenkt.
Die VGT-Leitschaufeln sind dazu wie auf einem Schaufelbagger-Rad angebracht und reichen in den Abgasstrom. Sie lenken, nahezu zum Kreis angeklappt, schneller, oder ausgeklappt langsamer Abgas auf die Turbine des Turboladers. Diese beschleunigt oder bremst demzufolge. Letzteres wird bei höheren Motordrehzahlen angewandt, da hier kaum Bedarf für ein Mehr an Luft besteht. Im Gegenteil würde dies den vorgesehenen Druck im Zylinder übersteigen und damit die Motor-Bauteile mechanisch schädigen. Die VGT-Regelung macht daher meist, wie auch bei diesem Motor, das Überdruckventil (Wastegate) unvariabler Turbolader überflüssig.
Der Turbolader der 136 PS-Variante wird von BorgWarner zugeliefert. Dieser gehört der mittlerweile vierten VGT-Generation des Herstellers an. Deren Charakteristikum sind die S-förmigen Leitschaufeln („S-Vane“). Sie begünstigen dem Hersteller zufolge die Regelbarkeit.
Der Turbolader der 2010 hinzugekommenen 150 PS-Version wird nicht in den Pressematerialien der Turbohersteller erwähnt und ist daher noch unbekannt.
Die beiden leistungsstärkeren Varianten verwenden einen Garrett GTB1752VLK. Dieser hat einen Turbinendurchmesser von 17 mm auf der Abgas- und 52 mm auf der Ansaugseite. Er nutzt anstelle der pneumatischen eine elektrische Leitschaufel-Verstellung und ermöglicht damit eine präzisere Regelung. Hyundai weist diese mit der Bezeichnung e-VGT aus. Diese gehört der dritten Generation des Turbo-Herstellers an, welche mit neuer Leitschaufel-Form und neuem Turbinenrad zu einem Drittel mehr Luftförderung bei stark verringertem Abgasgegendruck verhelfen soll. Der Turbo wird in ähnlicher Form (GTB1752V) auch im 3.0-l-Dieselmotor mit 275 PS von Jaguar/Land Rover verwendet, dort allerdings in Kombination mit einem vorgelagerten, kleineren Lader als sequentieller Biturbo. Ein solcher ist auch im 2005 unterzeichneten Vertrag für die R-Reihe erwähnt, wurde bislang aber nur in einem Messemodell vorgestellt. Es erfolgte jedoch nie eine Serienproduktion.

## Daten
| Serie | Motorcode | Hubraum (cm³) | Hub × Bohrung (mm) | Leistung bei 1/min | Drehmoment bei 1/min    | Zylinder | Verdichtung | Aufladung     | Einspritzung        | Partikel-filter | Stickoxid-filter |
| ----- | --------- | ------------- | ------------------ | ------------------ | ----------------------- | -------- | ----------- | ------------- | ------------------- | --------------- | ---------------- |
| R 1   | D4HA      | 1995          | 90 × 84            | 136 bei 4000       | 304/320 2 bei 1800–2500 | 4        | 16,5        | VGT-Turbo 3   | Piezo-CRDI 1800 bar | geschlossen     | -                |
| R     | D4HA      | 1995          | 90 × 84            | 184 1 bei 4000     | 383/392 4 bei 1800–2500 | 4        | 16,0        | e-VGT-Turbo 3 | Piezo-CRDI 1800 bar | geschlossen     | -                |
| R     | D4HB      | 2199          | 96 × 84,5          | 150 bei 3800       | 412 bei 1800–3500       | 4        | 16,0        | e-VGT-Turbo 3 | Piezo-CRDI 1800 bar | geschlossen     | -                |
| R     | D4HB      | 2199          | 96 × 84,5          | 197 bei 3800       | 421/436 4 bei 1800–3500 | 4        | 16,0        | e-VGT-Turbo 3 | Piezo-CRDI 1800 bar | geschlossen     | -                |

## Einsatz
Aufgelistet sind die weltweit verbauten R-Motoren für jedes Modell, nicht in jedem Land werden alle aufgeführten Konfigurationen angeboten.
Hyundai ix35
- ix35 LM
  - D4HA (184 PS): 2009-heute
  - D4HA (136 PS): 2010-heute

Hyundai Santa Fe
- Santa Fe CM
  - D4HA (184 PS): 2009–2012
  - D4HB (197 PS): 2009–2012
- Santa Fe DM
  - D4HB (197 PS): 2012-heute

KIA Carnival
- Carnival VQ
  - D4HB (197 PS): 2010–2011

KIA Sorento
- Sorento XM
  - D4HA (184 PS): 2009–2014
  - D4HB (197 PS): 2009–2014

KIA Sorento
- Sorento UM
  - D4HB (200 PS): 2015-heute

KIA Sportage
- Sportage SL
  - D4HA (136 PS): 2010-heute
  - D4HA (184 PS): 2011-heute